# Chapelle Notre-Dame-des-Sept-Douleurs d'Abriès-Ristolas
La chapelle Notre-Dame-des-Sept-Douleurs est une chapelle du diocèse de Gap et d'Embrun située à Abriès-Ristolas, dans les Hautes-Alpes.

## Histoire et architecture
La chapelle et le chemin de croix ont été édifiés en 1838 et bénis par l'abbé Bues le 29 juin 1841.
L'étage de soubassement de la chapelle qui abritait la 14e station du chemin de croix contenait au XIXe siècle une représentation grandeur nature du tombeau du Christ gardée par des mannequins vêtus d'uniformes de soldats du Ier empire, aujourd'hui disparue. Elle est couverte de lauzes, et son clocher comporte 3 étages ; chaque station du chemin de croix a la forme d'un oratoire à niche construit en maçonnerie et couvert d'un toit à 2 versants en lauzes.

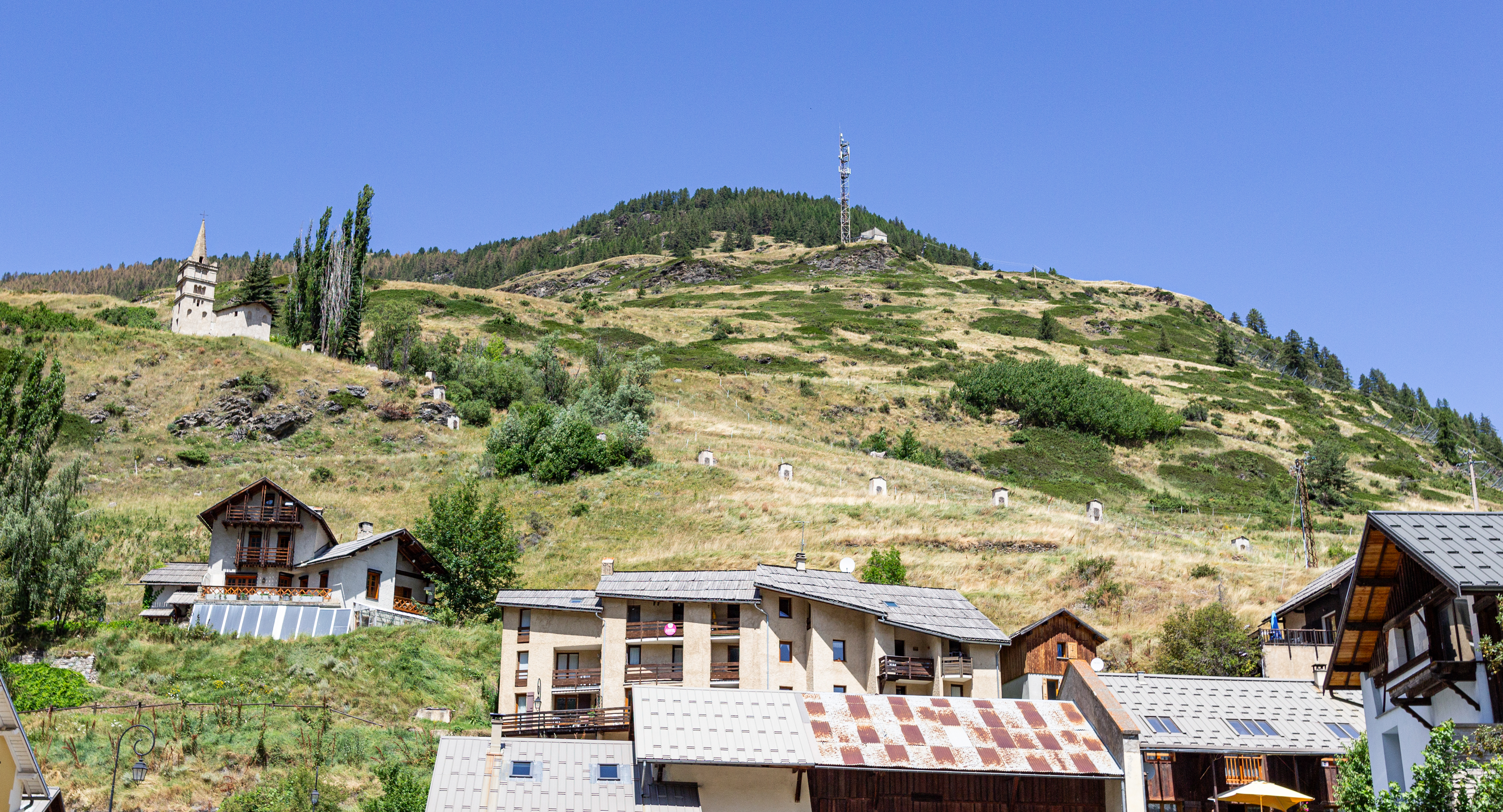